# Saint-Pée-sur-Nivelle
Saint-Pée-sur-Nivelle (baskisch Senpere) ist eine französische Gemeinde mit 7238 Einwohnern (Stand 1. Januar 2022) im Département Pyrénées-Atlantiques in der Region Nouvelle-Aquitaine. Sie gehört zum Kanton Ustaritz-Vallées de Nive et Nivelle (bis 2015: Kanton Ustaritz).

## Bevölkerung

### Einwohnerentwicklung
Die Einwohnerzahl von Saint-Pée stagnierte seit Beginn der Volkszählungen im 18. Jahrhundert bis etwa 1970 um 2500. Im Zuge der Suburbanisierung in der Agglomeration Bayonne-Anglet-Biarritz seit den 1960er Jahren hat sich die Einwohnerzahl bis 2017 mehr als verdreifacht.
| Jahr                       | 1962 | 1968 | 1975 | 1982 | 1990 | 1999 | 2006 | 2011 | 2016 | 2017 | 2022 |
| Einwohner                  | 2239 | 2422 | 2567 | 3056 | 3463 | 4331 | 5106 | 5865 | 6721 | 6849 | 7238 |
| Quellen: Cassini und INSEE |      |      |      |      |      |      |      |      |      |      |      |

### Sprachen

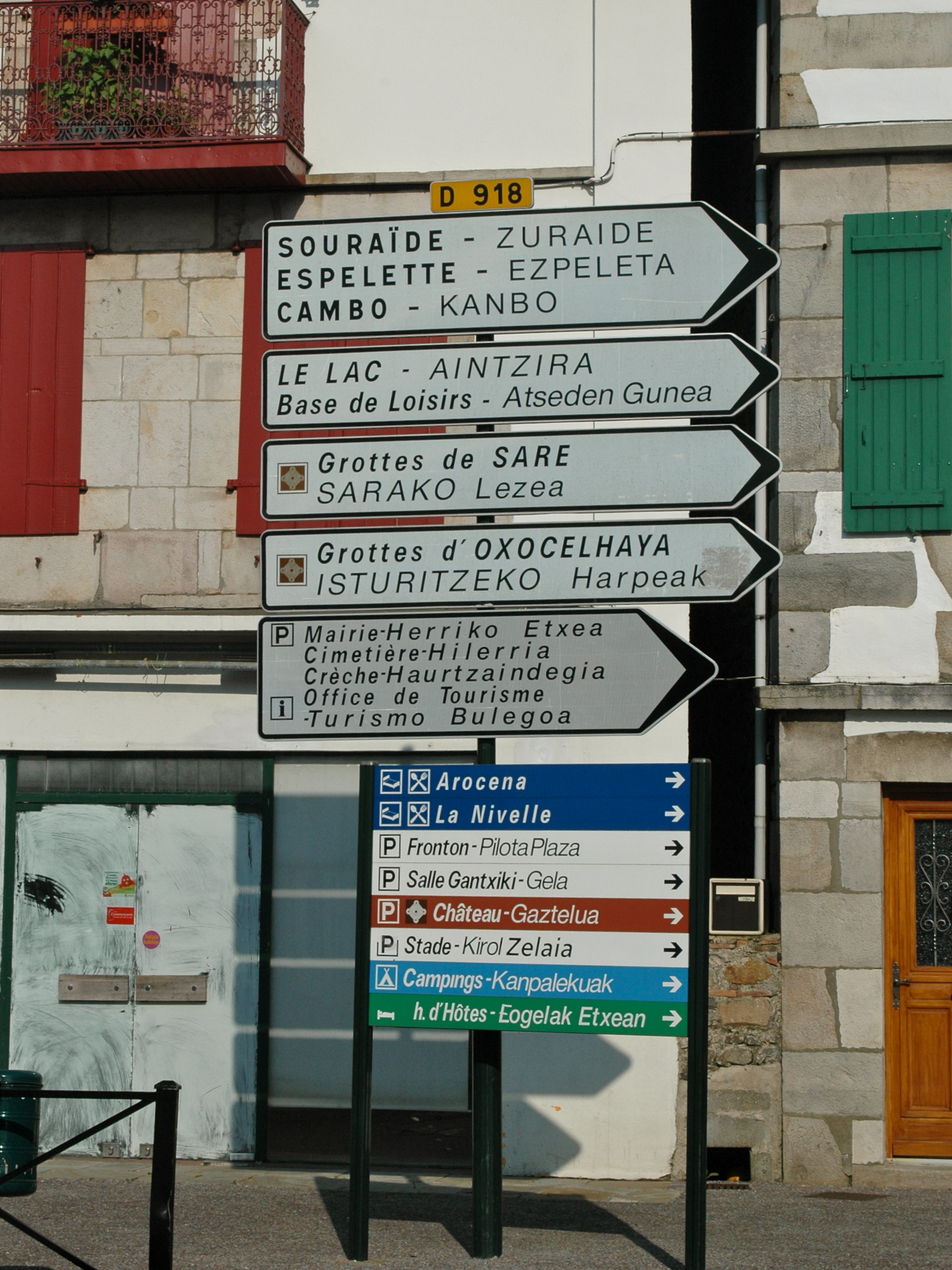
Bilinguale Beschilderung in Saint-Pée.

Die Amtssprache der Gemeinde ist Französisch. Etwa 80 % der Einwohner von Saint-Pée-sur-Nivelle sprechen Baskisch als Muttersprache oder verstehen es.

## Geografie

### Geografische Lage
Saint-Pée-sur-Nivelle liegt im nordwestlichen Pyrenäenvorland, etwa 10 Kilometer von der Atlantikküste entfernt. Die Gemeinde grenzt im Südwesten an Spanien. Sie wird von der Nivelle durchflossen. Auf dem Gebiet der Gemeinde, circa 5 Kilometer vom Ortszentrum entfernt, liegt der See Lac de Saint-Pée (0,12 km²).

### Nachbargemeinden
- Ahetze und Arcangues im Norden
- Saint-Jean-de-Luz und Ascain im Westen
- Sare im Süden
- Urdax (Spanien) und Zugarramurdi (Spanien) im Südwesten
- Ustaritz, Souraïde und Ainhoa im Osten

## Geschichte
Das Geschlecht der Herren von Saint-Pée (oder Sempé) ist seit dem frühen 11. Jahrhundert nachweisbar. Teile der heute noch sichtbaren Burgruine des Adelsgeschlechts stammen aus dem frühen 15. Jahrhundert. Saint-Pée gehörte zur historischen baskischen Provinz Lapurdi (frz.: Labourd), die 1453 zusammen mit anderen Teilen Aquitaniens zur Domaine royal (Krondomäne) kam.
1609 wurde die Burg als Hauptquartier des französischen »Hexenjägers« Pierre de Lancre (1553–1631) bekannt. De Lancre soll im Auftrag Heinrichs IV. innerhalb eines knappen halben Jahrs für die Verbrennung von bis zu 80 angeblichen Zauberern und Hexen im Baskenland verantwortlich gewesen sein.
Während der Französischen Revolution wird Saint-Pée in Beaugard umbenannt. Im Gegensatz zu zahlreichen anderen baskischen Gemeinden waren die Einwohner von Saint-Pée auf Seiten der Revolution. Zum Ende der Napoleonischen Kriege war Saint-Pée 1813 Zufluchtsort Joseph Bonapartes, der von seinem Bruder 1808 als König von Spanien eingesetzt worden war. Bonaparte wurde noch in Saint-Pée von seinem Bruder zum Abdanken gezwungen und kurz darauf durch Wellington aus dem Ort wieder vertrieben.

## Politik
Saint-Pée gilt als Hochburg des baskischen Nationalismus in Frankreich: rund 25 % der Wahlberechtigten stimmen regelmäßig für eine der baskischen Parteien.

### Wappen
Das Stadtwappen ist ein viergeteilter Schild, der in den Feldern 1 und 4 jeweils drei rote Pfähle auf goldenem Grund und in den Feldern 2 und 3 jeweils drei goldene Kessel auf azurblauem Grund aufweist. Das heutige Stadtwappen lehnt sich an ein vom Adelsgeschlecht Saint-Pée geführtes Wappen an. Es stammt aus dem südlichen Baskenland und kam über Pedro Lopez de Amezqueta, der 1372 die letzte weibliche Erbin des ursprünglichen Geschlechts Saint-Pée heiratete, in die Region. Das heutige Stadtwappen enthält Elemente aus den Wappen der mütterlichen Vorfahren von Pedro Lopez, den Oñaz-Loyola: die Pfähle stehen für die Familie Oñaz und die Kessel für die Familie Loyola. In der Heraldik werden die Pfähle militärisch als Palisade oder Befestigung gedeutet. Die Kessel stehen für einen Überfluss an Nahrungsmitteln.

### Städtepartnerschaften
- Alsasua (Spanien): seit 1993[5]
- Saint-Pée ist Mitglied der grenzübergreifenden Eurocité basque Bayonne-San Sebastián, einer europäischen wirtschaftlichen Interessenvereinigung (EWIV)

## Kultur und Sehenswürdigkeiten

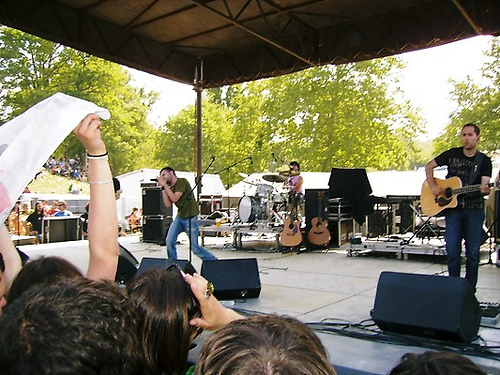
Herri Urrats 2006: Die spanisch-baskische Band Ken Zazpi

### Museen
Das Heimatmuseum Pilotari im Ortsteil Donamartia ist dem baskischen Nationalsport Pelota und der Herstellung des in Saint-Pée erfundenen Wurfkorbs Xistera gewidmet. Es wurde 2009 eröffnet.

### Bauwerke
Die Kirche St. Pierre stammt aus dem frühen 17. Jahrhundert. Sie gehört heute zum Kirchgemeinde Saint Esprit de la Rhune. 

### Regelmäßige Veranstaltungen
Seit 1984 zieht Herri Urrats, das jährliche Fest der baskischen Schulbewegung Ikastola im Mai zahlreiche Besucher an den Lac de Saint-Pée. In den letzten Jahren wurden Teilnehmerzahlen um 100.000 erreicht.

## Wirtschaft und Infrastruktur
Saint-Pée liegt im Einzugsgebiet von Bayonne (aire urbaine de Bayonne). 2022 wurden ca. 78 % der Einwohner zur erwerbstätigen Bevölkerung gerechnet. Davon waren 5,7 % arbeitslos. Circa 74 % der Erwerbstätigen sind Auspendler.
Der Ort ist eine der zehn Gemeinden, die die baskische Gewürzpaprika Piment d’Espelette unter der Herkunftsbezeichnung Appellation d’Origine Contrôlée (AOC) anbauen und vertreiben dürfen.

### Bildung
Das Schulangebot in Saint-Pée umfasst eine katholische und zwei öffentliche Grundschulen, eine baskischsprachige Ikastola, die katholische Sekundarschule Collège Arretxea sowie das Lycée Agricole Saint Christophe als weiterführende Schule für eine landwirtschaftliche Berufslaufbahn.

## Persönlichkeiten
- Charles Ollivon (* 1993), Rugby-Union-Spieler